# San Lorenzo (manzana)
San Lorenzo es el nombre de una variedad cultivar de manzano (Malus domestica). Esta manzana es originaria de Galicia, está cultivada en la colección de árboles frutales y banco de germoplasma de Mabegondo con el Nº 203; ejemplares procedentes de esquejes localizados en Santiago de Breixa, parroquia del municipio de Silleda (Pontevedra).

## Sinónimos
- "Manzana San Lorenzo",[4][5]
- "Maceira San Lorenzo".

## Características
El manzano de la variedad 'San Lorenzo' tiene un vigor vigoroso. Tamaño grande y porte erguido.
Época de inicio de brotación a partir del 15 de abril y de floración a partir del 12 de mayo.
Las hojas tienen una longitud del limbo de tamaño corto, con la máxima anchura del limbo es estrecha. Longitud de las estípulas es corta y la máxima anchura de las estípulas es estrecha. Denticulación del borde del limbo es ondulado, con la forma del ápice del limbo acuminado y la forma de la base del limbo es cordiforme. Con subestípulas presentes.
Sus flores tienen una longitud de los pétalos media, con una anchura de los pétalos media, disposición de los pétalos libres entre sí, con una longitud del pedúnculo corto.
La variedad de manzana 'San Lorenzo' tiene un fruto de tamaño medio, de forma plana-globosa, de color amarillo, con chapa lavada, e intensidad pálida. Epidermis de textura suave, con pruina en su superficie y con presencia de cera elevada. Sensibilidad al "russeting" (pardeamiento áspero superficial que presentan algunas variedades) muy poco sensible. Con lenticelas de tamaño mediano.
Los sépalos están dispuestos de forma parcialmente replegados, y superpuestos en su base; su fosa calicina es profunda y de una anchura media. Pedúnculo de grosor estrecho y de longitud largo, siendo la cavidad peduncular de una profundidad media y de anchura media. Con pulpa de color amarilla, cuya firmeza es suave y su textura es harinosa; su jugosidad es jugosa, con sabor de acidez débil, y aromática.
Época de maduración y recolección desde el 17 de septiembre. 'San Lorenzo' es una manzana que su destino es la conservación de esta variedad en el banco de germoplasma de Mabegondo como reserva genética.

## Susceptibilidades
- Oidio: ataque débil
- Moteado: no presenta
- Raíces aéreas: no presenta
- Momificado: no presenta
- Pulgón lanígero: ataque débil
- Pulgón verde: ataque débil
- Araña roja: no presenta
- Chancro del manzano: no presenta.[3]